# アニタ・ヒル
アニタ・ヒル（Anita Faye Hill、1956年7月30日 - ）は、アメリカ合衆国の弁護士、法学者。専門は社会政策、法律学、女性学。

## 経歴
1956年7月30日、オクラホマ州に生まれる。
1991年、アメリカ合衆国教育省および雇用機会均等委員会の元上司である、当時合衆国最高裁判所判事の候補だったクラレンス・トーマスをセクシャル・ハラスメントで訴えた。本件はアメリカ社会にセクシャル・ハラスメントを認知させた事件と言われ、翌年に行われた選挙では女性候補者と当選者数が史上最多となるなどアメリカ社会に影響を与えた。
2015年よりブランダイス大学教授を務めている。

## 著書
- 『権力に挑む セクハラ被害と語る勇気』（信山社出版、2000年、伊藤佳代子訳）